# Дамбленвил
Дамбленвил (фр. Damblainville) насеље је и општина у северној Француској у региону Доња Нормандија, у департману Калвадос која припада префектури Кан.
По подацима из 2011. године у општини је живело 228 становника, а густина насељености је износила 35,91 становника/km². Општина се простире на површини од 6,35 km². Налази се на средњој надморској висини од 80 метара (максималној 157 m, а минималној 54 m).

## Демографија
| 1962. | 1968. | 1975. | 1982. | 1990. | 1999. | 2011. |
| ----- | ----- | ----- | ----- | ----- | ----- | ----- |
| 165   | 171   | 230   | 220   | 193   | 189   | 228   |

График промене броја становника у току последњих година